# Raveau
Raveau település Franciaországban, Nièvre megyében. Lakosainak száma 611 fő (2022. január 1.). Raveau Narcy, Champvoux, La Charité-sur-Loire, Chaulgnes, La Marche, Murlin, Saint-Aubin-les-Forges és Varennes-lès-Narcy községekkel határos.

## Népesség
A település népessége az elmúlt években az alábbi módon változott:
| Lakosok száma | 708  | 700  | 698  | 673  | 664  | 654  | 645  | 628  | 611  |
|               | 2013 | 2015 | 2016 | 2017 | 2018 | 2019 | 2020 | 2021 | 2022 |